# Landing Bluff
Das Landing Bluff (englisch für ‚Landungsklippe‘; norwegisch Strandknatten ‚Strandfelsen‘) ist ein 119 m hohes Kliff an der Ingrid-Christensen-Küste des ostantarktischen Prinzessin-Elisabeth-Lands. Mit seiner steilen Ostflanke und zahlreichen Felsvorsprüngen im Südwesten ragt es 26 km westlich des Mount Caroline Mikkelsen am Südwestufer der Sandefjord Bay auf.
Norwegische Kartographen, die es auch benannten, kartierten es 1946 anhand von Luftaufnahmen der Lars-Christensen-Expedition 1936/37. Eine Mannschaft der Australian National Antarctic Research Expeditions (ANARE) errichtete hier 1968 eine Vermessungsstation. Das Antarctic Names Committee of Australia benannte das Kliff 1968. Namensgebend ist der Umstand der Nähe des Kliffs zur Anlandungsstelle für Proviant und Ausrüstung für die ANARE-Mannschaft, die von Januar bis März 1968 das Amery-Schelfeis erkundet hatte.